# Toggenburger
Die Toggenburger waren ein Ostschweizer Adelsgeschlecht, das dem reichsunmittelbaren Hochadel zuzurechnen ist. Der Schwerpunkt der Grafschaft Toggenburg lag in der Landschaft, die heute als «Toggenburg» ihren Namen trägt.
Der Grafentitel der von Toggenburg ist seit 1209 urkundlich nachgewiesen. Stammsitz der Familie war die Alt-Toggenburg, heute eine Ruine in der Gemeinde Kirchberg, Kanton St. Gallen. Kurz vor ihrem Erlöschen im Mannesstamm 1436 konnte die Familie durch Erbschaften und Pfandbesitze noch eine der größten Territorialherrschaften zwischen Eidgenossenschaft und Habsburgern errichten. Die strittige Aufteilung des Erbes der Toggenburger war einer der Gründe für den Ausbruch des sogenannten Alten Zürichkriegs zwischen den eidgenössischen Orten Zürich, Schwyz und Glarus.

## Geschichte

### 11. bis 13. Jahrhundert

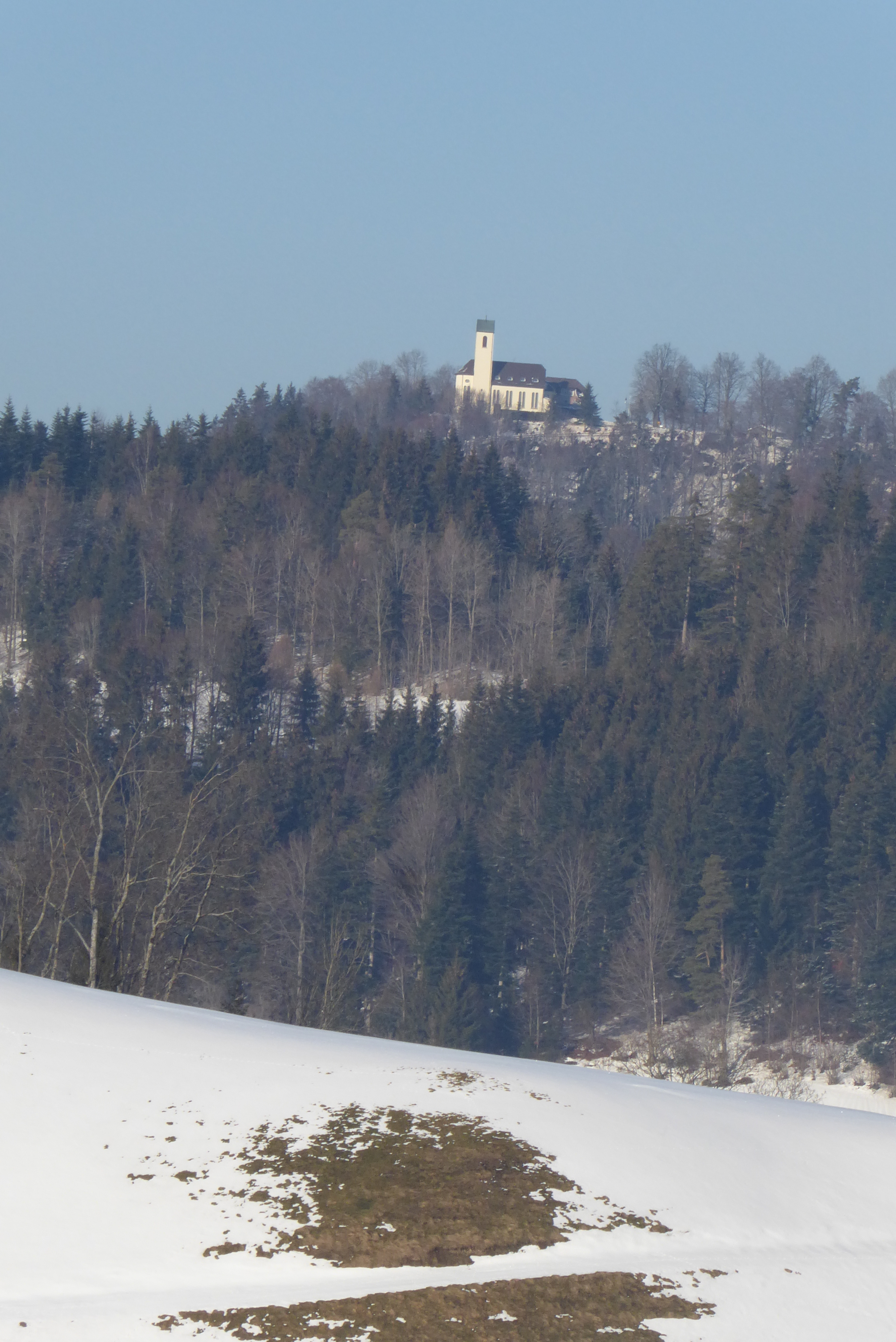
St. Iddaburg an der Stelle der früheren Alt-Toggenburg

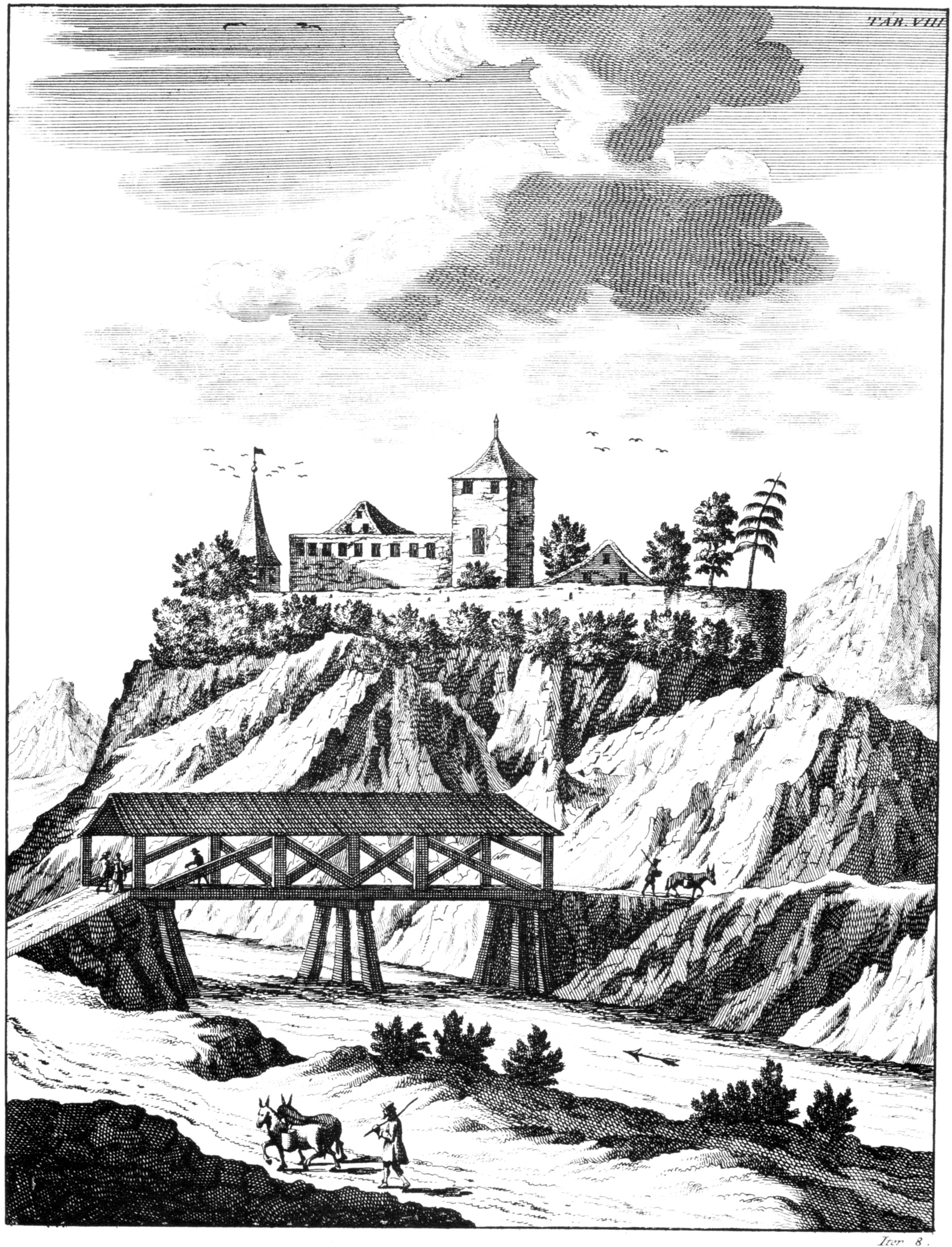
Die Lütisburg auf einem Kupferstich um 1700

Die ab ca. 1200 fassbaren Freiherren und ab 1209 zu Grafen aufgestiegenen von Toggenburg
sind seit 1044 urkundlich nachgewiesen.
In den Quellen tritt die Familie erstmals als Toccanburg, dann als Tochimburc auf.
Die Anlage ihrer Stammfeste, die Alt-Toggenburg, lag auf einer Anhöhe in der Nähe von Fischingen. Heute befindet sich dort die Wallfahrtskirche der Heiligen Idda von Toggenburg (St. Iddaburg).
Die Burg lag im Zentrum des toggenburgischen Grundbesitzes im heutigen Alttoggenburg und Zürcher Oberland.
Eine weitere Burg der Toggenburger aus dieser Zeit ist die Lütisburg, 1214 als Liutinsburch erwähnt und vermutlich durch einen Liuto von Toggenburg gegründet.
Die Städte Lichtensteig, Uznach und Wil sind Gründungen der Toggenburger.

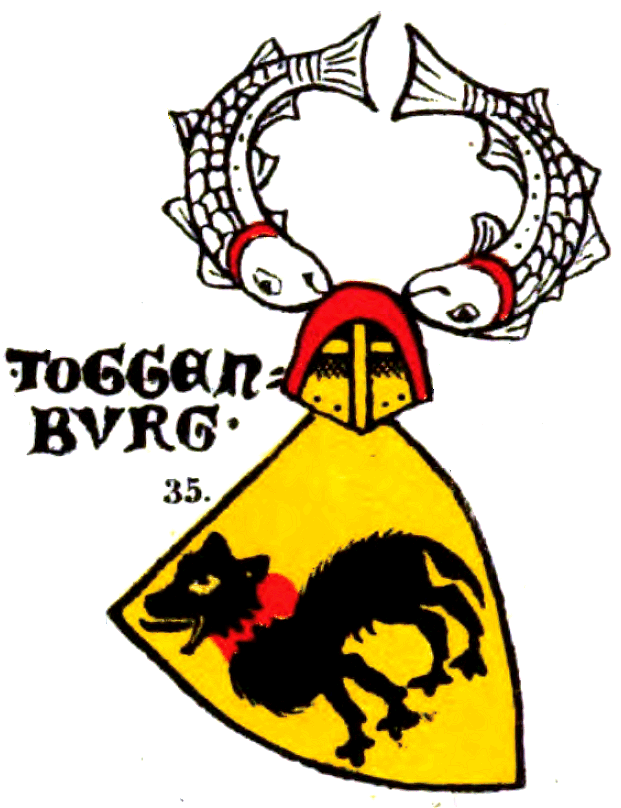
Das jüngere Wappen der Toggenburger in der Zürcher Wappenrolle, ca. 1340

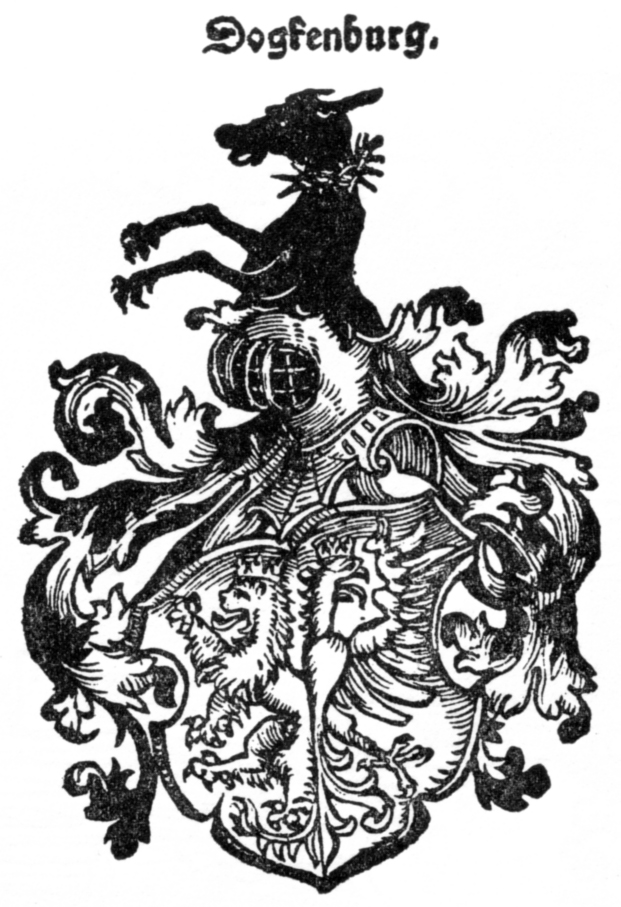
Das ältere Wappen der Toggenburger in der Stumpfschen Chronik von 1548

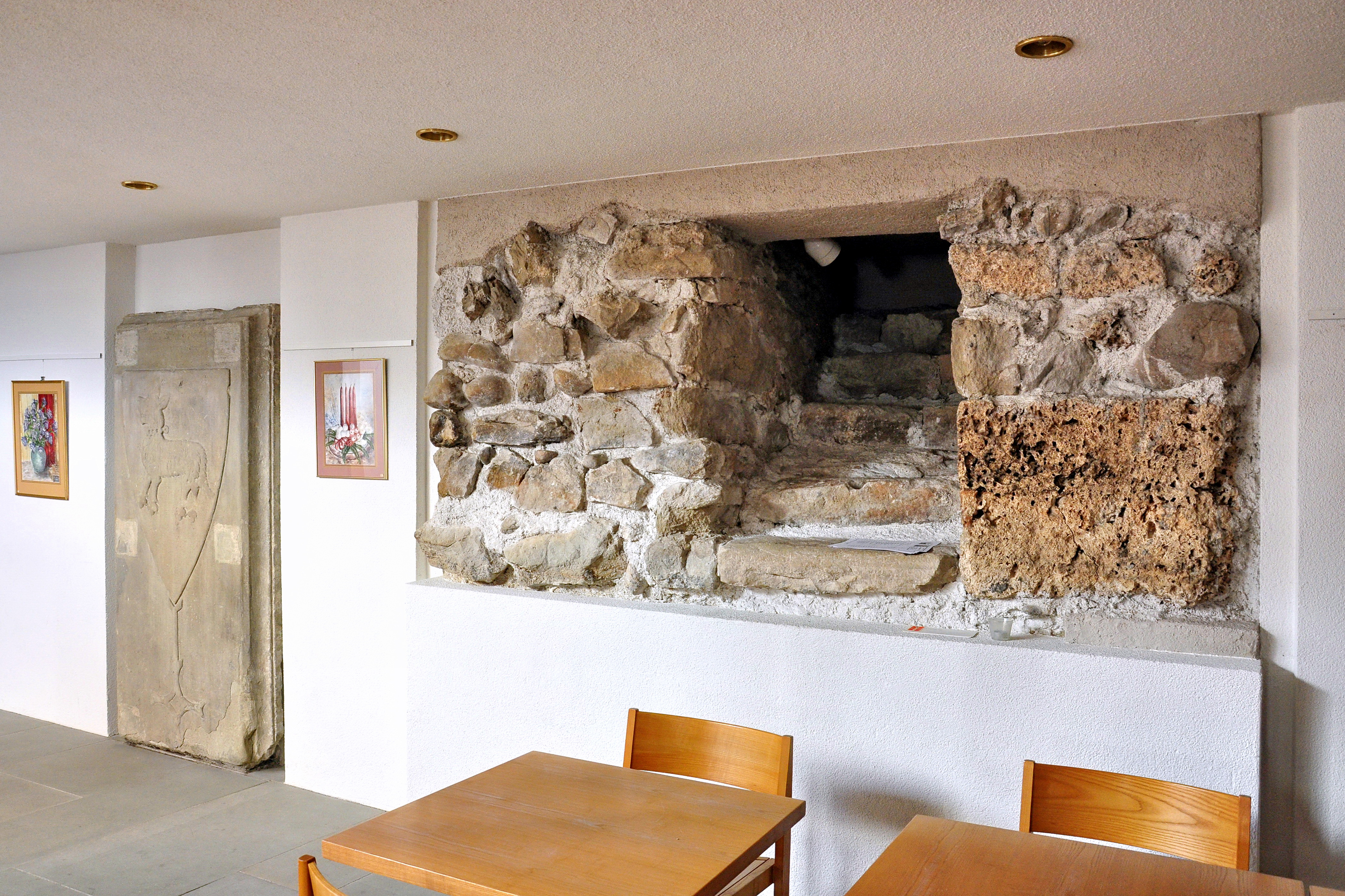
Zugang zur einstigen Toggenburgergruft unterhalb der Vorhalle der reformierten Kirche in Rüti

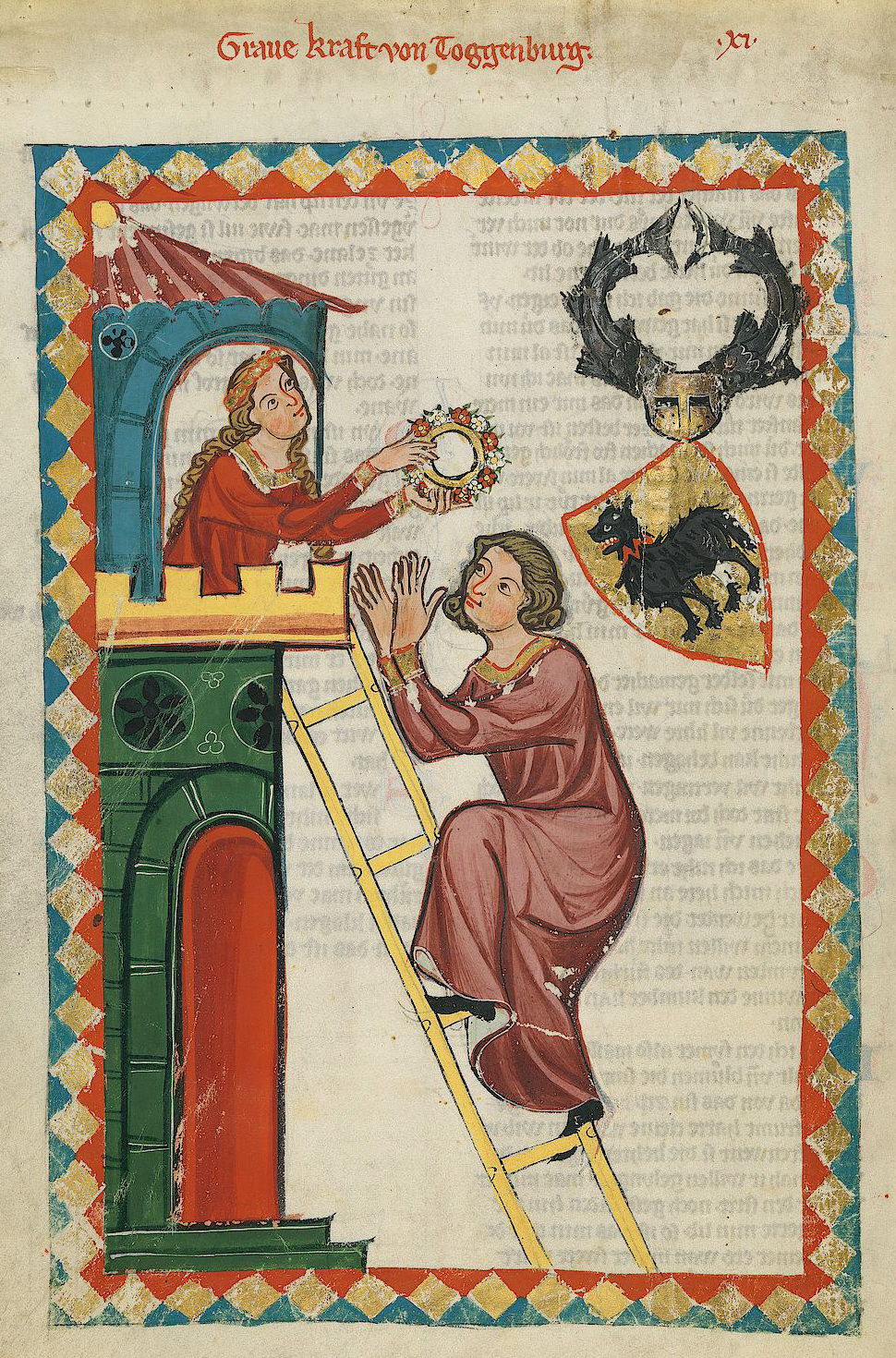
Kraft I. in der Manessischen Liederhandschrift. Rechts oben das jüngere Wappen der Toggenburger

Der genealogische Zusammenhang mit den im 11. und 12. Jahrhundert in teils zweifelhaften Quellen nach den Toggenburg benannten Herren, deren Wirkungsbereich und Verwandtschaftsnetz vom Raum St. Gallen über die Gegend von Wil, das untere Toggenburg, den Zürichgau und Schaffhausen bis weit in den süddeutschen Raum reichte, ist unklar. Eine Herkunft der Familie aus dem Zürichgau oder dem süddeutschen Raum ist denkbar. Die genealogischen Zusammenhänge zwischen Diethelm (erwähnt 1176?–1205/07) und Diethelm (erwähnt 1210?–ca. 1230), der mit Guta (von Rapperswil?), möglicherweise identisch mit Idda, verheiratet gewesen sein soll, bleiben ebenfalls ungeklärt. Die beiden waren um 1200 am Erbe mehrerer Adelsgeschlechter, unter anderem der von Alt-Rapperswil, beteiligt und standen unter landesherrlichem Druck des Klosters St. Gallen, des Bischofs von Konstanz und der Grafen von Kyburg. Die Erbkonflikte führten unter anderem zur Stiftung von religiösen Gemeinschaften, der Johanniterkommende Bubikon und der Klöster Rüti, Oberbollingen und Wurmsbach.
Im Rahmen der Auseinandersetzungen mit St. Gallen – in diesem Zusammenhang geschah 1226 der legendäre Brudermord Diethelms (erwähnt 1209–1236/47) an Friedrich (erwähnt 1214–1226) –, verloren die Toggenburger die Stadt Wil und die Festen Alt-Toggenburg,
Luterberg,
Lütisburg und Uznaberg.
Zwischen 1226 und 1228 gründeten die Toggenburger Grafen Diethelm II. und Diethelm III. die am Jakobsweg gelegene und mit Gütern reichlich dotierte Johanniterkomturei Tobel, die als Bollwerk gegen das politisch expandierende Kloster St. Gallen entstand. Die Komturei wurde zur neuen Begräbnisstätte der Toggenburger.
Zwischen 1228 und 1292/99 gingen die Vogteien über St. Johann im Thurtal, Fischingen und Embrach verloren.
Die im späten 12. Jahrhundert errichtete Neu-Toggenburg wurde nach 1226 zum Herrschaftszentrum. Unter dem letztgenannten Diethelm und dessen Erben konnte das Geschlecht seine Position im unteren Toggenburg dank der Verschwägerung mit gräflichen Geschlechtern wie von Montfort, von Werdenberg und von Frohburg-Homberg konsolidieren. Die Familie demonstrierte eine autonome, nicht von Landesherren hergeleitete Fähigkeit zur Gewaltausübung, etwa mit Kraft I., dem Sohn des letztgenannten Diethelm, und seinem Sohn Friedrich (erwähnt 1260–1303/05).
Er zeichnete sich als Minnesänger aus und wurde in der Manessischen Liederhandschrift verewigt.
Einzelne Familienmitglieder betrieben eine geschickte Versorgungspolitik, so Diethelms Söhne Berchtold und Rudolf. Ersterer wurde Kanoniker in Embrach, letzterer erfolgloser Abt in St. Johann. Heinrich, Friedrichs (erwähnt 1214–1226) Sohn, war unter anderem in Bubikon Johannitermeister.
Kraft II. ist in zwei Urkunden von 1260 und 1261 belegt und starb spätestens 1266 als Jüngling. Kraft III. wird 1286, noch unmündig, erstmals erwähnt, war 1298 Konstanzer Kanoniker, ab 1301 Chorherr und von 1309 bis 1339 Propst am Zürcher Großmünster.
Der 1286 erstmals erwähnte Kraft III. amtierte ebenfalls als Propst am Gro münster. Unehelich geborene Söhne wurden verpfründet.

Blick auf die Ruine Neu-Toggenburg über Wasserfluh
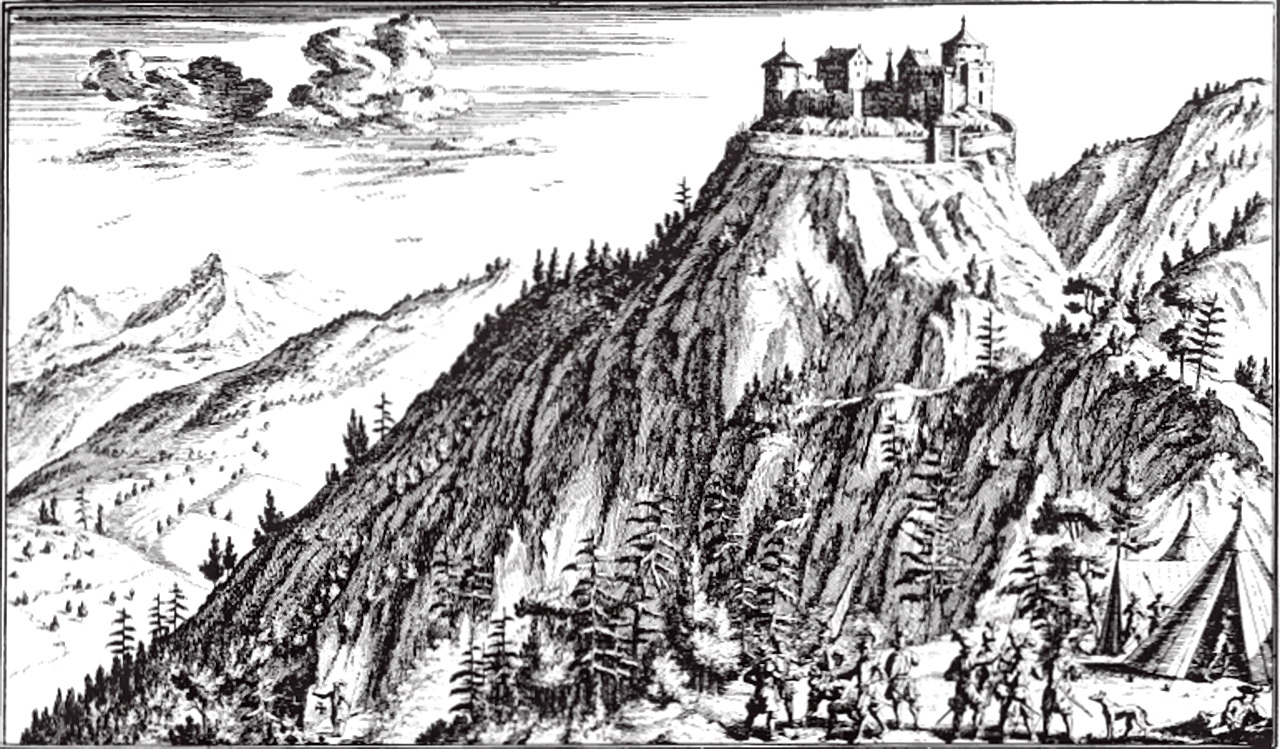
Burg Uznaberg (Nachzeichnung von 1718)
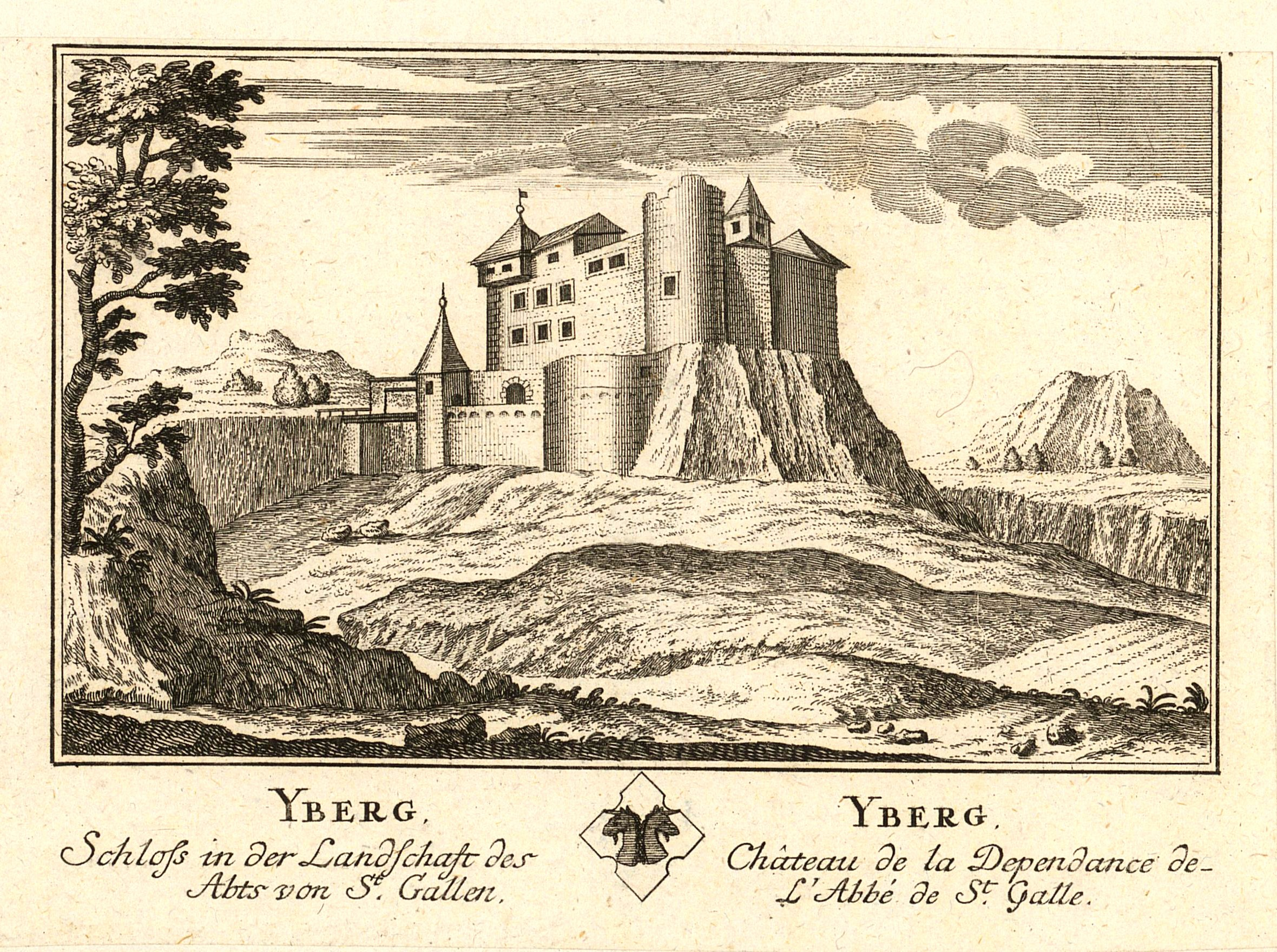
Burg Iberg (1755)
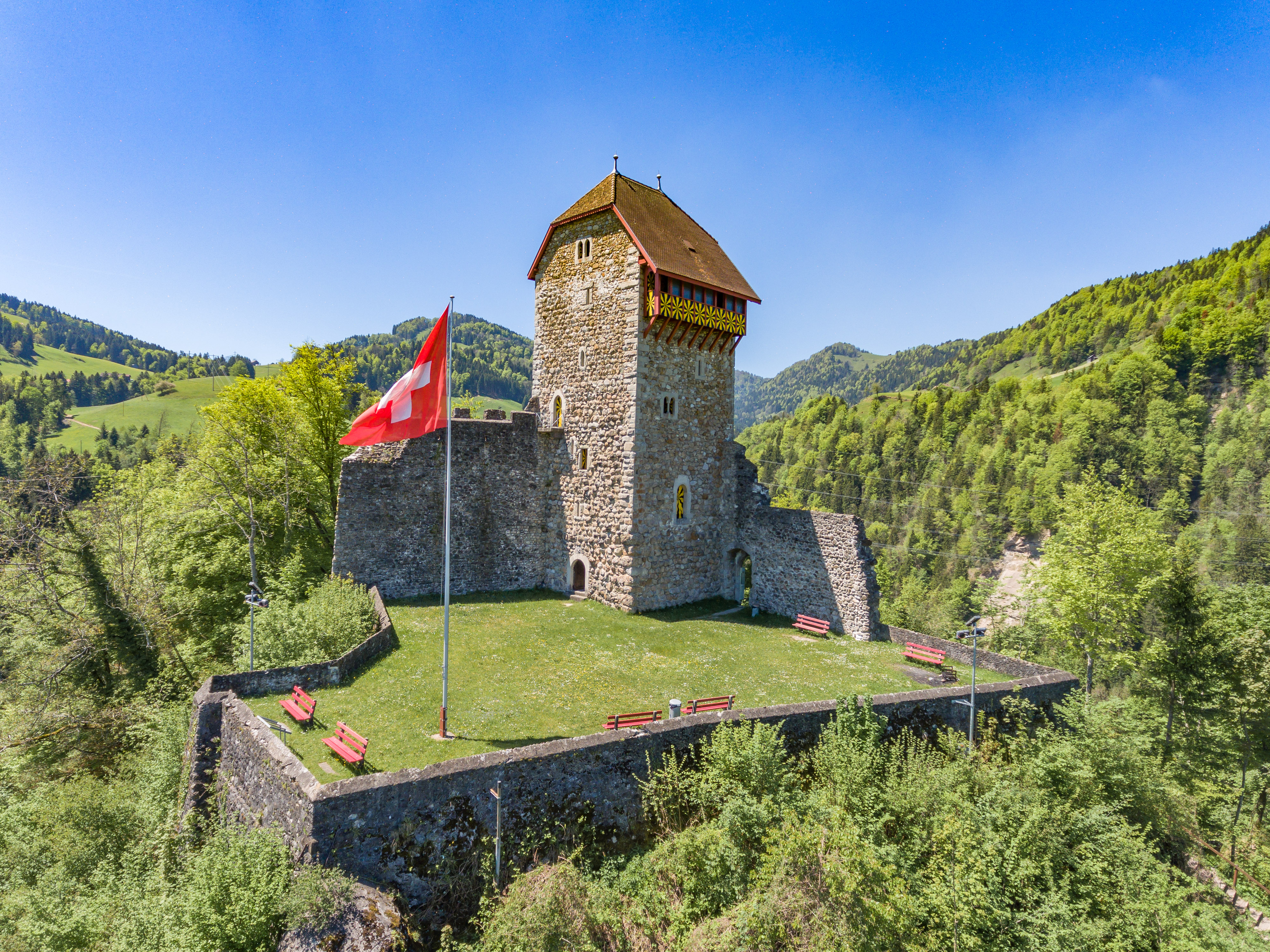
Burg Iberg

### Expansion nach Rätien
Die Toggenburger profitierten von der für Österreich peripheren Lage ihrer wichtigsten Herrschaftsrechte zu jener Zeit. Ab dem späten 13. Jahrhundert intensivierten sie ihre Herrschaft durch Stadtgründungen in Lichtensteig und Uznach, die Einführung dynamischer Abgaben (Vogtsteuer) und durch den Aufbau einer kleinen, schlagkräftigen Dienstmannschaft. Mit Friedrich (erwähnt 1260–1303/05) und Friedrich (erwähnt 1286–1315) wurden die Toggenburger spätestens ab 1292 zu den wichtigsten Militärunternehmern der Region. In ihre Fußstapfen traten später die Söhne des Letztgenannten, Diethelm (erwähnt 1319–1337), der mit Adelheid von Griesenberg verheiratet war, und Friedrich (erwähnt 1315–1364).
Dieser Friederich, der Chor- und Domherr zu Zürich geworden war, ehelichte Kunigunde von Vaz, die ihm die Vazschen Besitzungen im Prättigau, im Schanfigg und im Raum Maienfeld, Davos, Belfort und Churwalden in die Ehe brachte. Der Toggenburger wurde damit zu einem der mächtigsten Feudalherren der Ostschweiz.
Kapital, Militärkompetenz und regionales Prestige verschafften Friedrich entscheidende Vorteile in der Auseinandersetzung um das Vazer Erbe. Gleichzeitig hatten die Toggenburger eine hohe Kompetenz in der Friedenswahrung. Sie wirkten unter anderem für Zürich, Österreich und die Herren von Werdenberg als Schiedsrichter. Die Familie verfügte über liquide Mittel und profitierte entsprechend als Kapitalgeber. Sie erwarb pfandweise Herrschaftsrechte und pflegte Beziehungen nach Zürich und Rom.

### Mittelstellung zwischen Habsburg und Eidgenossenschaft

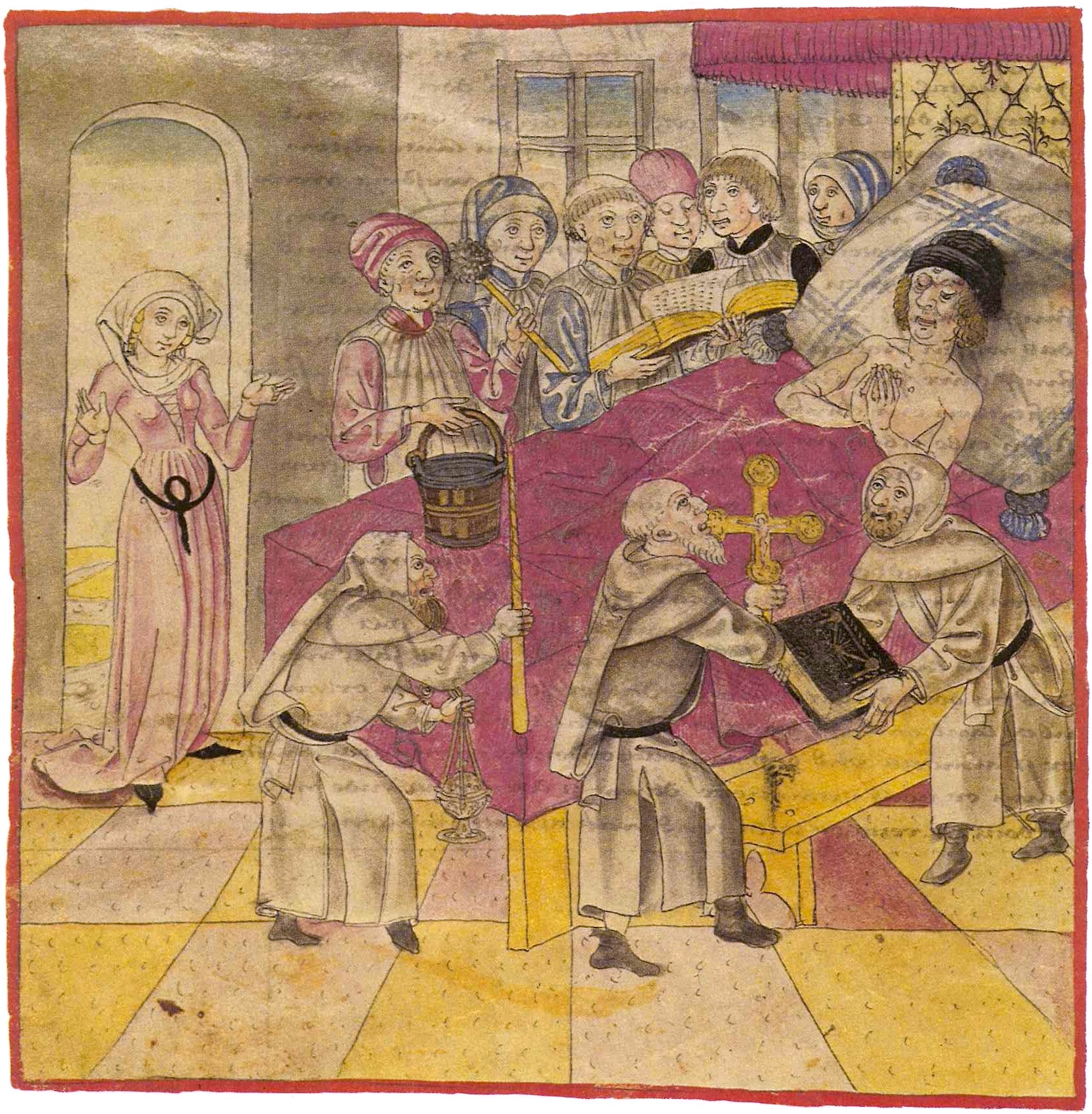
Graf Friedrich VII. von Toggenburg auf dem Todbett, 1436. Auf der Schattenburg bei Feldkirch erteilen Geistliche in Anwesenheit der Verwandten dem Grafen die Sterbesakramente. Amtliche Berner Chronik, Diebold Schilling, 1484

Im 14. Jahrhundert vergrößerten sich die Herrschaftsrechte der Familie durch den Erwerb von Eigentum und Pfändern markant. Im Südosten erwarben sie das obere Toggenburg, Besitzungen am Zürichsee die Vogtei in Erlenbach, die Burg Grynau, Tuggen und Wangen, als österreichische Pfänder Alt- und Neu-Rapperswil, ferner die Vogtei Einsiedeln samt Wägital und March, im Norden die Herrschaften Spiegelberg und Tannegg sowie die Vogtei Fischingen. Ab dem späten 14. Jahrhundert gelangten große habsburgische Schuldpfänder durch Kauf in den Besitz der Toggenburger, so 1384 Kyburg bei Winterthur, 1406 Sargans, Windegg, Freudenberg und Nidberg, nach 1415 Feldkirch, 1424 Altstätten, Rheineck und Bregenzerwald. 1394 wurde die Herrschaft zwischen Donat (erwähnt 1353–1400), dem Sohn des letztgenannten Friedrich, und Friedrich VII., dem Sohn von Donats Bruder Diethelm (erwähnt 1353–1385), geteilt.
Nach Donats Tod drohte die Zersplitterung des Erbes. Friedrich VII. kaufte jedoch 1401 das gesamte Erbe mit Ausnahme von Tannegg, Lommis und Kyburg von Donats Tochter Kunigunde (erwähnt 1387–1425). Die damit einsetzende Verlagerung der Familienpolitik aus dem zürcherischen Raum hinaus nach Osten verstärkte sich 1436, als Friedrich VII. als letzter Graf von Toggenburg kinderlos starb, nachdem er weitere Rechte im Schanfigg aus dem Erbe der Matsch erworben hatte.
Friedrichs Gattin Elisabeth von Matsch sah sich vorerst als Alleinerbin, begab sich dann angesichts der komplexen Erbsituation – Pfandansprüche Österreichs neben oberlehensherrlichen Forderungen des Reiches und diversen Erbansprüchen entfernter Verwandter – unter Zürcher Schutz. Österreich löste verschiedene Pfänder zurück, das Reich verzichtete 1439 auf seine Ansprüche. Die Stammlande der Herren von Toggenburg gelangten an die Herren von Rhäzüns und von Raron, weitere Allode an die Herren von Montfort-Tettnang, von Sax-Misox, von Brandis und von Aarburg. Die genauen Umstände dieser Erbprozesse sind nicht genügend geklärt. Strittige Fragen um einige Pfänder des Letzten der Grafen von Toggenburg trugen zur Entstehung des Alten Zürichkriegs bei.

## Wappen
Die Toggenburger führten zwei verschiedene Wappen. Bis 1308 wird ein Wappen verwendet, das links einen in Gold stehenden roten Löwen, rechts einen blauen halben Adler aufweist, die sich an den Schnittlinien berühren, beide bekrönt von der Adelskrone. Dieses Wappen ist unter anderem auf dem Grabstein von Diethelm V. von Toggenburg und im Stiftungsgemälde in der ehemaligen Johanniterkommende Bubikon zu sehen. Ab 1228 erscheint das bekanntere Wappen, die in Gold stehende rotbewehrte schwarze Dogge mit roter Zunge und später auch mit gelbem Stachelhalsband. Dieses Wappen ging nach 1436 auf die eigentliche Grafschaft Toggenburg über.

Ältere Variante des Wappens der Toggenburger
Jüngere Variante des Wappens der Toggenburger
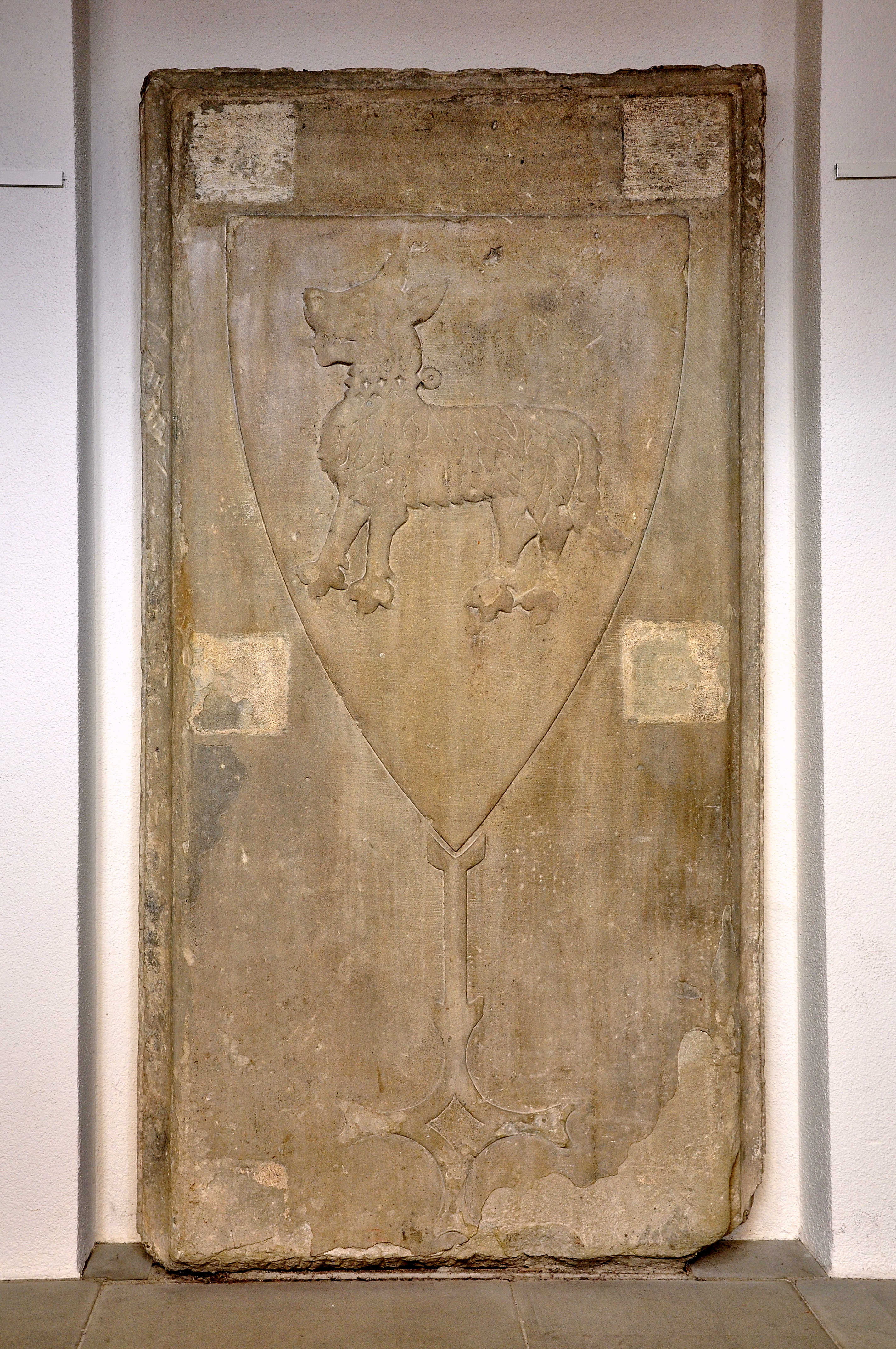
Wappendarstellung 1 in der Toggenburgergruft im Kloster Rüti
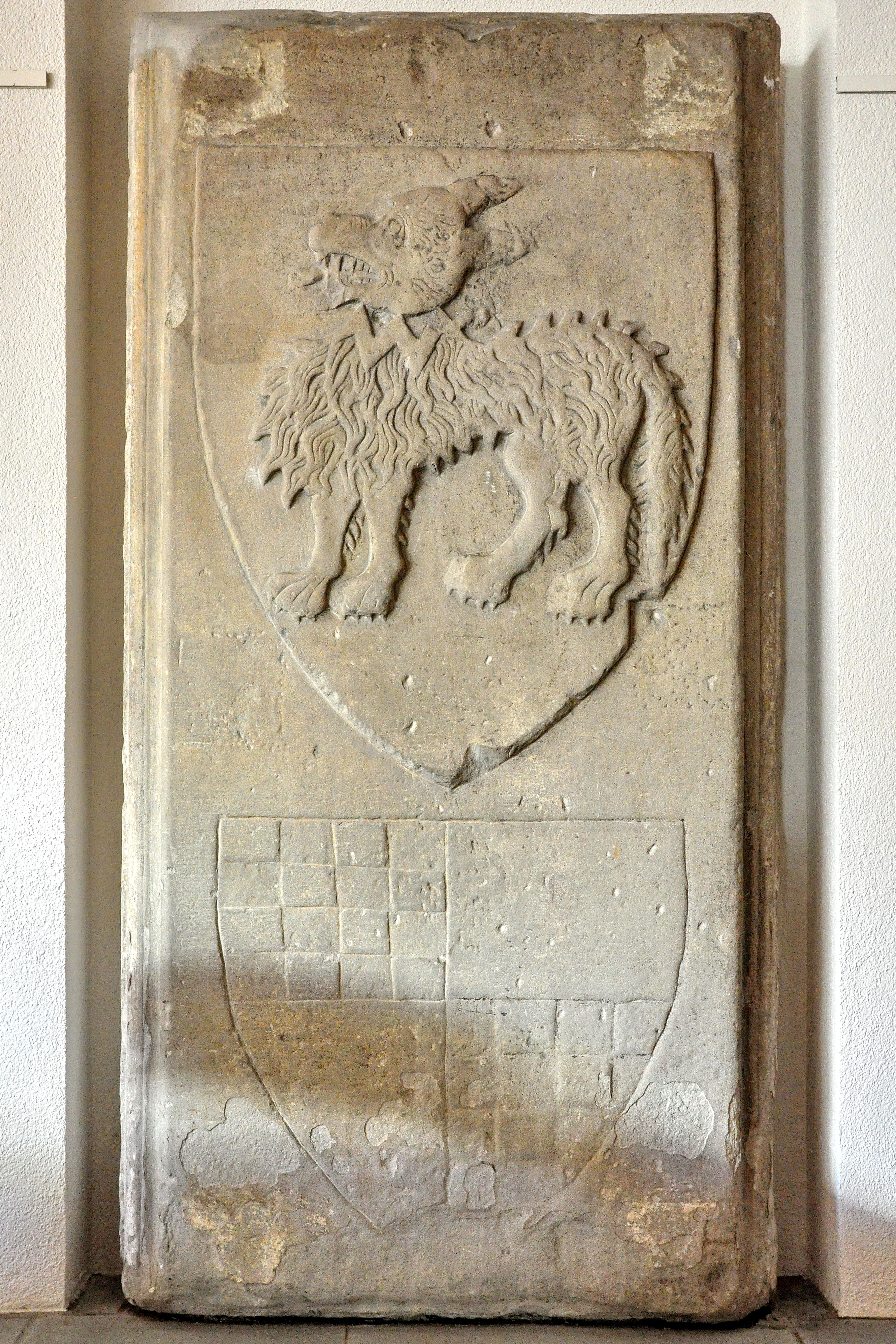
Wappendarstellung 2 in der Toggenburgergruft im Kloster Rüti
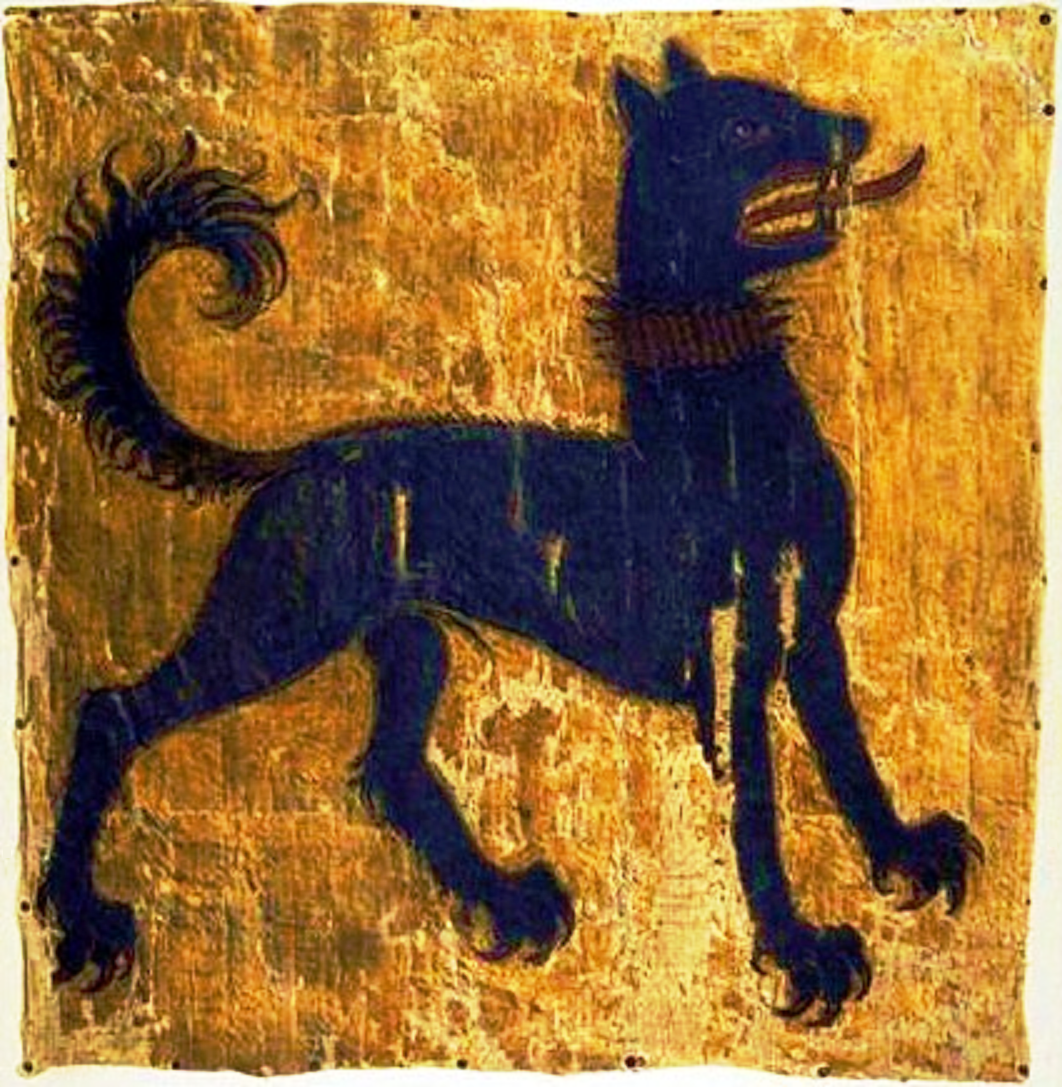
Totenfahne des Grafen Friedrich VII. († 1436)
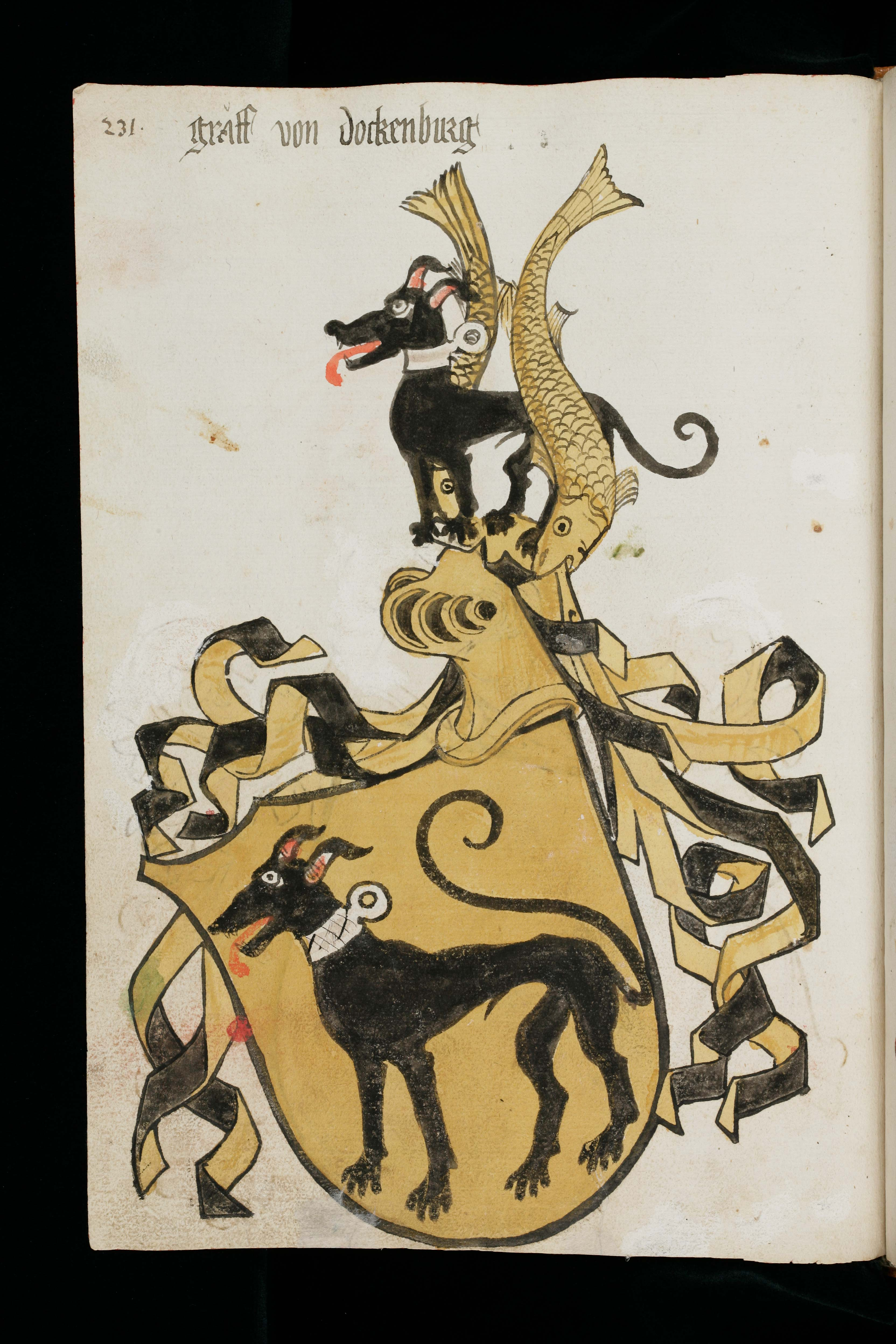
Wappen „graff von dockenburg“ im Wappenbuch des St. Galler Abtes Ulrich Rösch, 15. Jh.
Wappen der Grafen von Toggenburg (Darstellung um 1900)

## Liste der Grafen seit 1209
- Diethelm I. († nach 1229)
- Diethelm II. († nach 1236)
- Kraft I. († 1253)
- Kraft II. († 1261)
- Friedrich II. (1249–1283)
- Diethelm IV. (1260–1282)
- Friedrich III. († 1303 oder 1305)
- Friedrich IV. († 1315)
- Kraft III. († 1339)
- Diethelm V. († 1337)
- Friedrich V. († 1364)
- Friedrich VI. († 1375)
- Diethelm VI. († 1385)
- Donat († 1400)
- Friedrich VII. († 1436)

## Bündnerisch-österreichische Familie «von Toggenburg»
Im 16. Jahrhundert taucht in Ruschein in Graubünden eine Familie «von Toggenburg» auf. Diethelm Ulrich war 1519 aus dem Thurgau dort hingezogen und wurde am 5. März 1520 als Nachbar angenommen. Die Rückführbarkeit auf die ursprünglichen Grafen von Toggenburg wird – trotz anderslautender Familientradition – von Historikern bestritten; schon der österreichische Biograph Wurzbach im 19. Jahrhundert und aktuell das Genealogische Handbuch des Adels halten einen Zusammenhang mit den 1436 erloschenen rätischen Edelfreien von Toggenburg für „nicht nachweisbar.“
Diethelm Ulrich soll angeblich ein Sohn des Wundarztes Hans von Toggenburg gewesen sein. Hans war schwyzerischer Hauptmann und betätigte sich als chirurgischer und augenärztlicher Wundarzt. Er soll eine Pfeilschussverletzung an Matthias Corvinus erfolgreich behandelt haben, verhandelte 1475 als eidgenössischer Gesandter mit dem Kaiser Friedrich III., wurde im selben Jahr zum Ritter geschlagen, erwarb 1476 die Burg Liebenfels im Thurgau von den Zehn (eidgenössischen) Alten Orten und bot 1477 auf der Leipziger Oktobermesse mittels eines umfangreichen Werbezettels seine ärztlichen Dienste an.
Ungeklärt ist aber auch die Abkunft dieses Hans (oder Johann) von Toggenburg. Die gelegentlich zu hörende Annahme, er sei ein unehelicher Sohn des letzten Grafen von Toggenburg, Friedrich VII. (* ca. 1370; † 1436), gewesen, geht zeitlich nicht recht auf. Nach anderer Ansicht könnte Hans der Sohn eines Rudolf von Toggenburg alias von Tierstein gewesen sein, der urkundlich seit 1444 erscheint. Rudolf wiederum könnte ein Spurius des Grafen Walraf von Tierstein gewesen sein, eines Sohnes der Ita von Toggenburg, Schwester des letzten Toggenburger Grafen Friedrich VII., und ihres Gemahls Bernhard von Thierstein (* um 1385; † 1437). Walraf, auf dem Toggenburgerhof in Feldkirch aufgewachsen, war ursprünglich als Erbe seines Onkels Friedrich VII. vorgesehen, der dort 1436 auf der Schattenburg verstarb, aber schon vor diesem 1427 beim Löschen eines Feuers umgekommen. Ab 1444 urkundet jener Rudolf von Toggenburg im Gefolge des Petermann von Raron, der von Friedrich VII. über seine Mutter dann die Grafschaft Toggenburg geerbt hatte.
Die Stammreihe der bündnerisch-österreichischen Familie beginnt 1588 mit Christianus filius domini Udalrici de Tochenburg in Ruschein. Ulrich soll seit 1580 das Adelsprädikat geführt haben. Christian von Toggenburg († 1668), Sohn des Ulrich, ließ sich als Hauptmann in französischen Diensten dann von König Ludwig XIII. den Adel bestätigen.

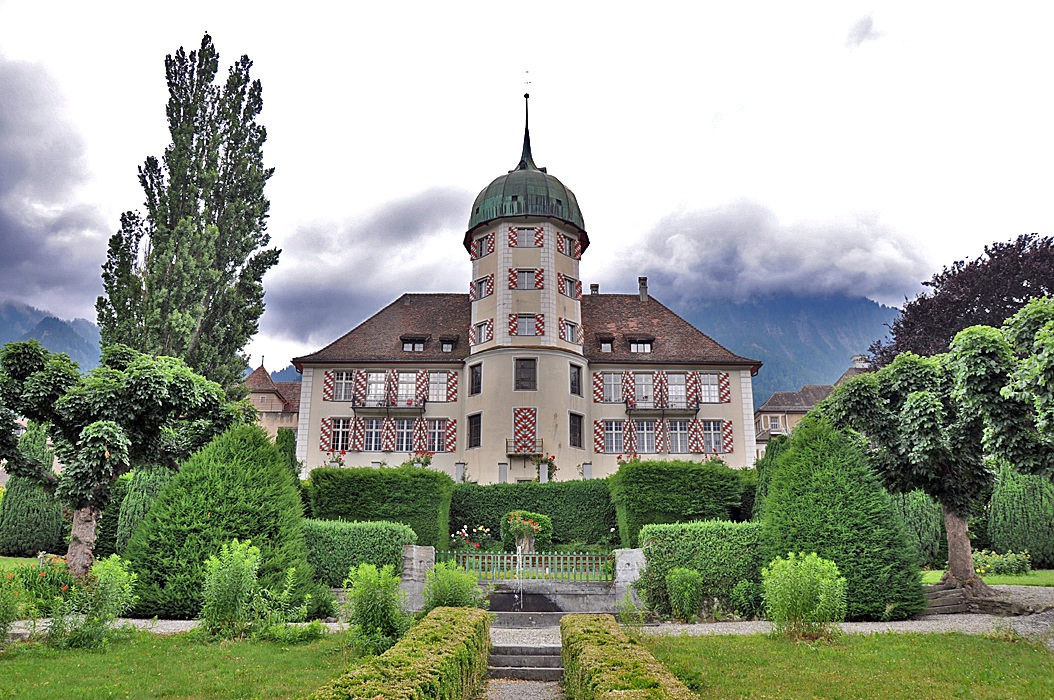
Unteres Schloss (Johannesstift) in Zizers

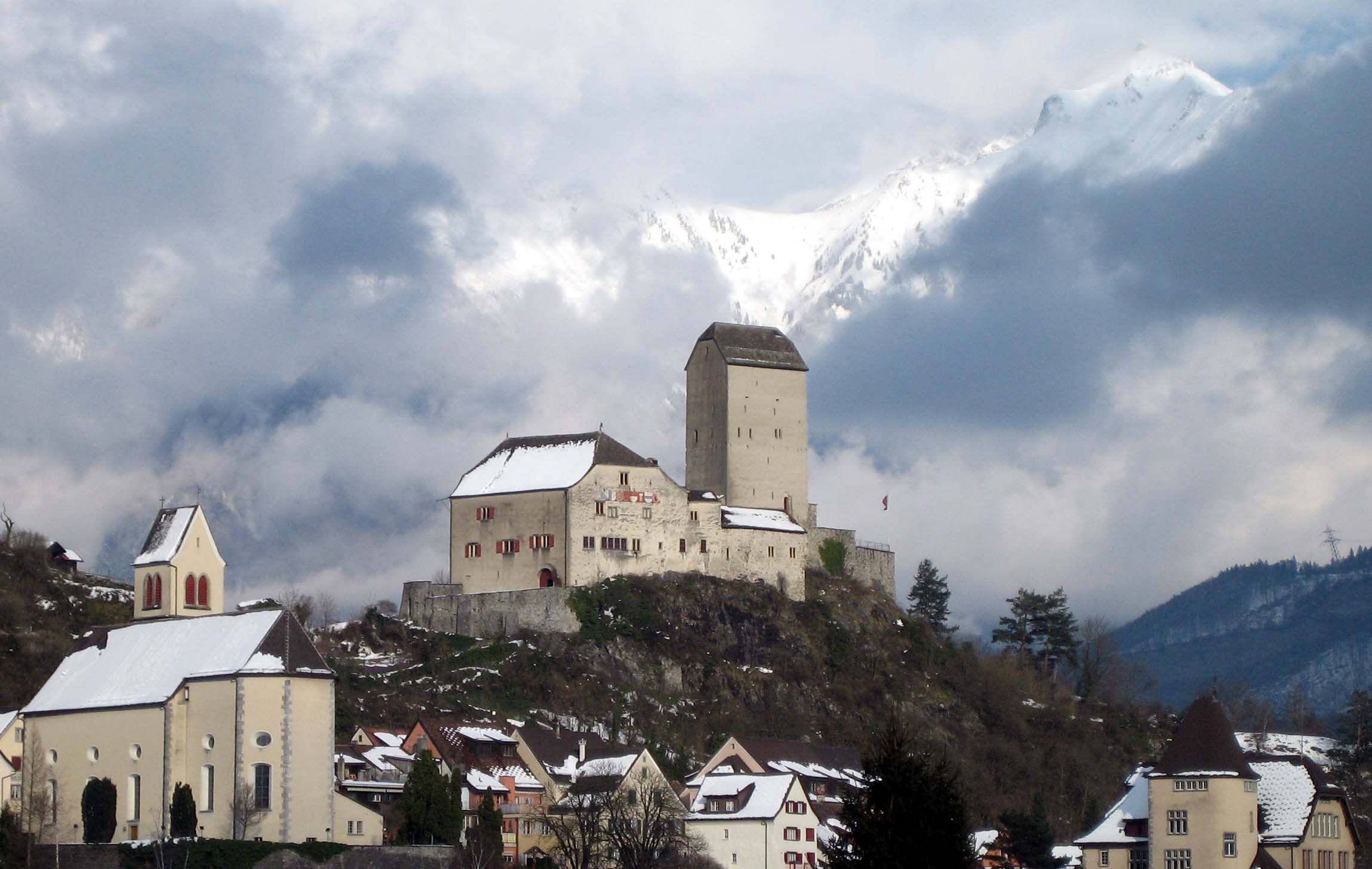
Schloss Sargans, bis 1436 Pfandbesitz der alten Toggenburger, 1834 von Graf Johann Georg von Toggenburg erworben

Mitglieder der Familie spielten eine wichtige Rolle in der Geschichte der Drei Bünde und bekleideten wiederholt wichtige Ämter. Zum Beispiel war Paul Anton von Toggenburg (1770–1824) Landrichter und Besitzer des Unteren Schlosses in Zizers (Graubünden).
Sein Bruder Johann Georg von Toggenburg (1765–1847) wurde 1796 von Papst Pius VI. zum Ritter und Grafen von Lateran ernannt und wurde 1832 in Paris als Landrichter des oberen Bundes in den französischen Grafenstand erhoben (in Primogenitur vererbbar). Im zugehörigen Diplom ist sein Stammwappen dargestellt, das dem der alten Toggenburger gleicht, nur dass die Dogge statt auf goldenem auf silbernem Grund dargestellt ist. Er kaufte 1834 vom Kanton Sankt Gallen das zuvor als Schule genutzte Schloss Sargans, ohne es zu bewohnen. Seither nannte er sich «Graf von Toggenburg-Sargans». Der Zusatz Sargans bezeichnete also nur seinen privatrechtlichen Besitz und nicht ein Herrschaftsverhältnis. Allerdings hatten die alten Toggenburger Grafen einst, bis zu ihrem Erlöschen 1436, Pfandrechte an der Grafschaft Sargans besessen, daher ist die Plakativität des Erwerbs gerade des Schlosses Sargans, um die tradierte Abstammung von den alten Toggenburger Grafen zu unterstreichen, offensichtlich. 1899 wurde das von der Familie nie bewohnte und mittlerweile recht verfallene Schloss Sargans an die Ortsgemeinde verkauft.

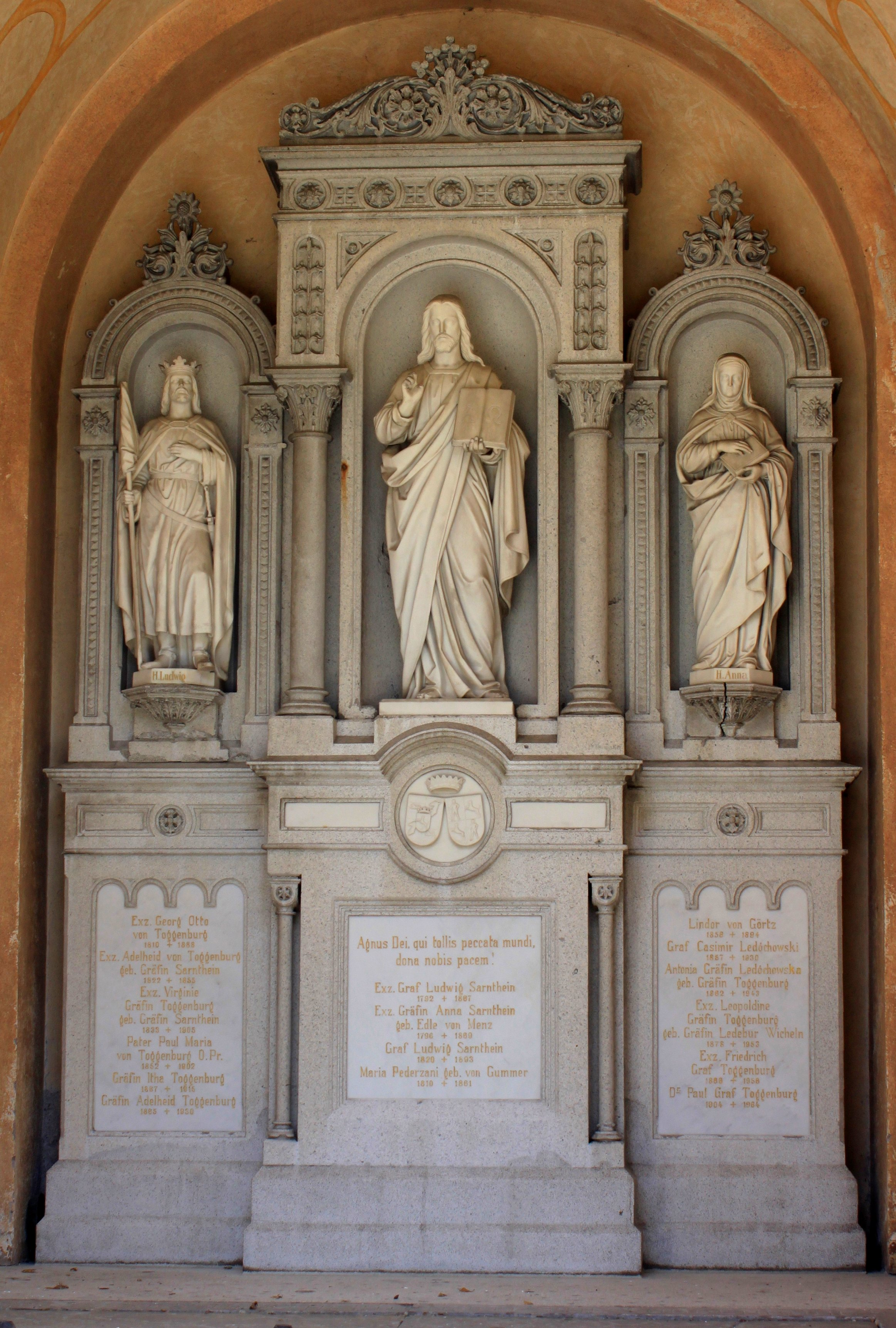
Sarnthein-Toggenburg’sche Familiengruft auf dem Bozener Friedhof

Die folgenden Generationen nahmen wichtige Ämter in der österreichisch-ungarischen Staatsverwaltung ein. Georg Otto Ritter von Toggenburg war Statthalter von Tirol und Vorarlberg und 1855–1859 k.u.k. Handelsminister und damit Autor der österreichischen Gewerbeordnung. Anschließend war er bis 1866 der letzte Statthalter von Österreichisch-Venezien. Sein Sohn Graf Friedrich von Toggenburg war ebenfalls jahrelang Statthalter von Tirol und Vorarlberg. Der Grafenstand wurde in Österreich ihm (und seiner Mutter Virginie, geb. Gräfin Sarnthein, sowie den Geschwistern) durch „Allerhöchste Entschließung“ vom 9. Juli, Diplom zu Wien vom 10. September 1892, als eines ausländischen unbeschränkt prävaliert. 1917/1918 wurde er k.u.k. Innenminister. Nach dem Krieg war er noch in der Südtirolpolitik tätig. Georg Otto Ritter von Toggenburg sowie Friedrich Graf von Toggenburg sind in der Sarnthein-Toggenburg’schen Familiengruft auf dem Bozener Friedhof bestattet. Die Nachkommen leben bis heute in Südtirol (in Bozen – Palais Toggenburg) sowie am Ritten in Maria Himmelfahrt (Grosses und Kleines Toggenburghaus sowie das dem barrierefreien Urlaub gewidmete Haus Himmelfahrt). Weiters leben Familienangehörige in der Schweiz und in Österreich. Das Weingut Poggio Rozzi liegt in der Toskana und widmet einige der Weine den Familienvorfahren Friedrich Toggenburg, Georg Otto Toggenburg als auch der Volksheiligen Idda von Toggenburg.